# Cratere Bilokur
Bilokur è un cratere sulla superficie di Mercurio.
Il nome, adottato dall'Unione Astronomica Internazionale il 14 novembre 2024, onora la pittrice ucraino Kateryna Bilokur.